# Aerogerador

Composição básica de um aerogerador

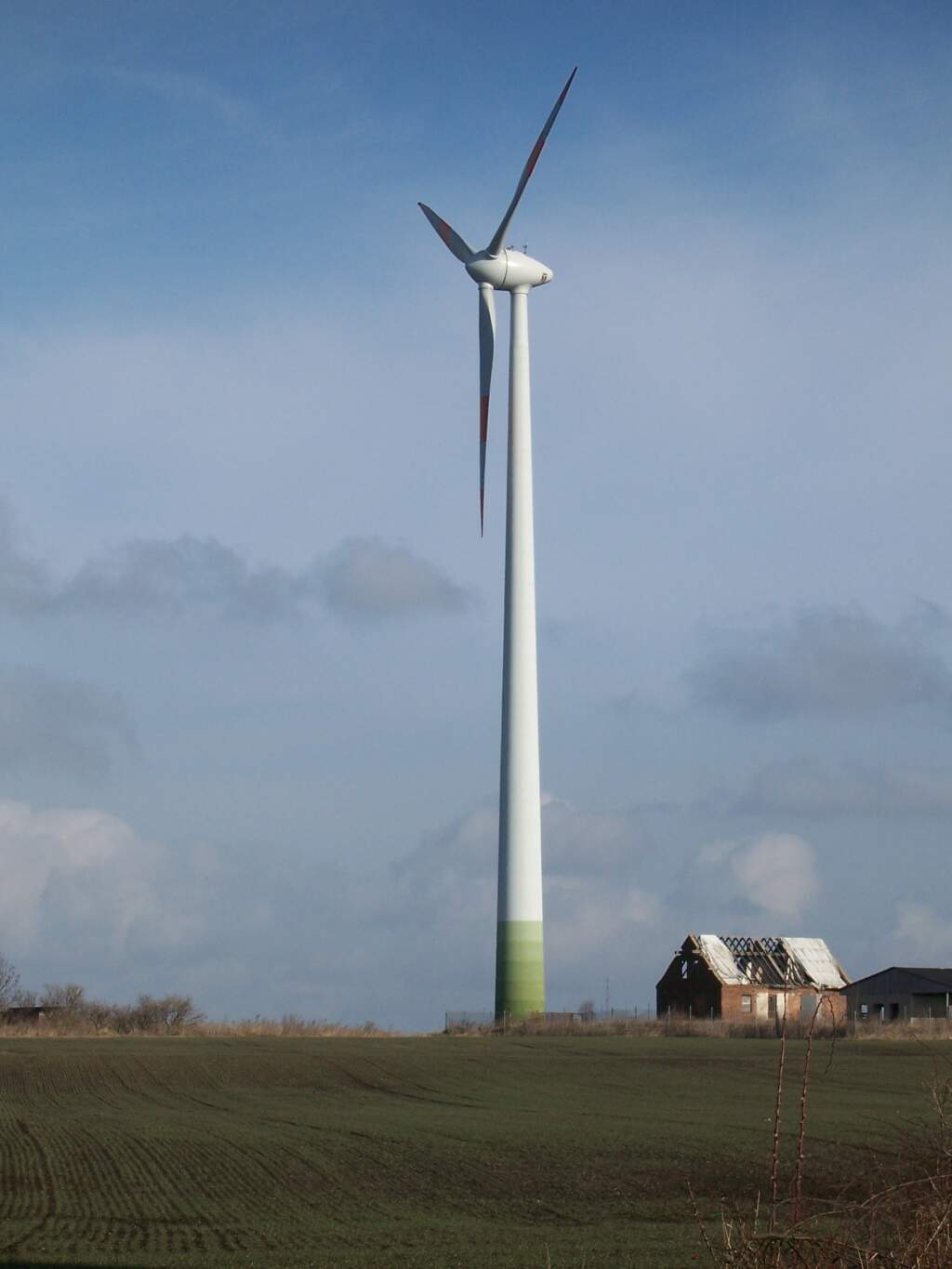
Aerogerador Enercon E-30

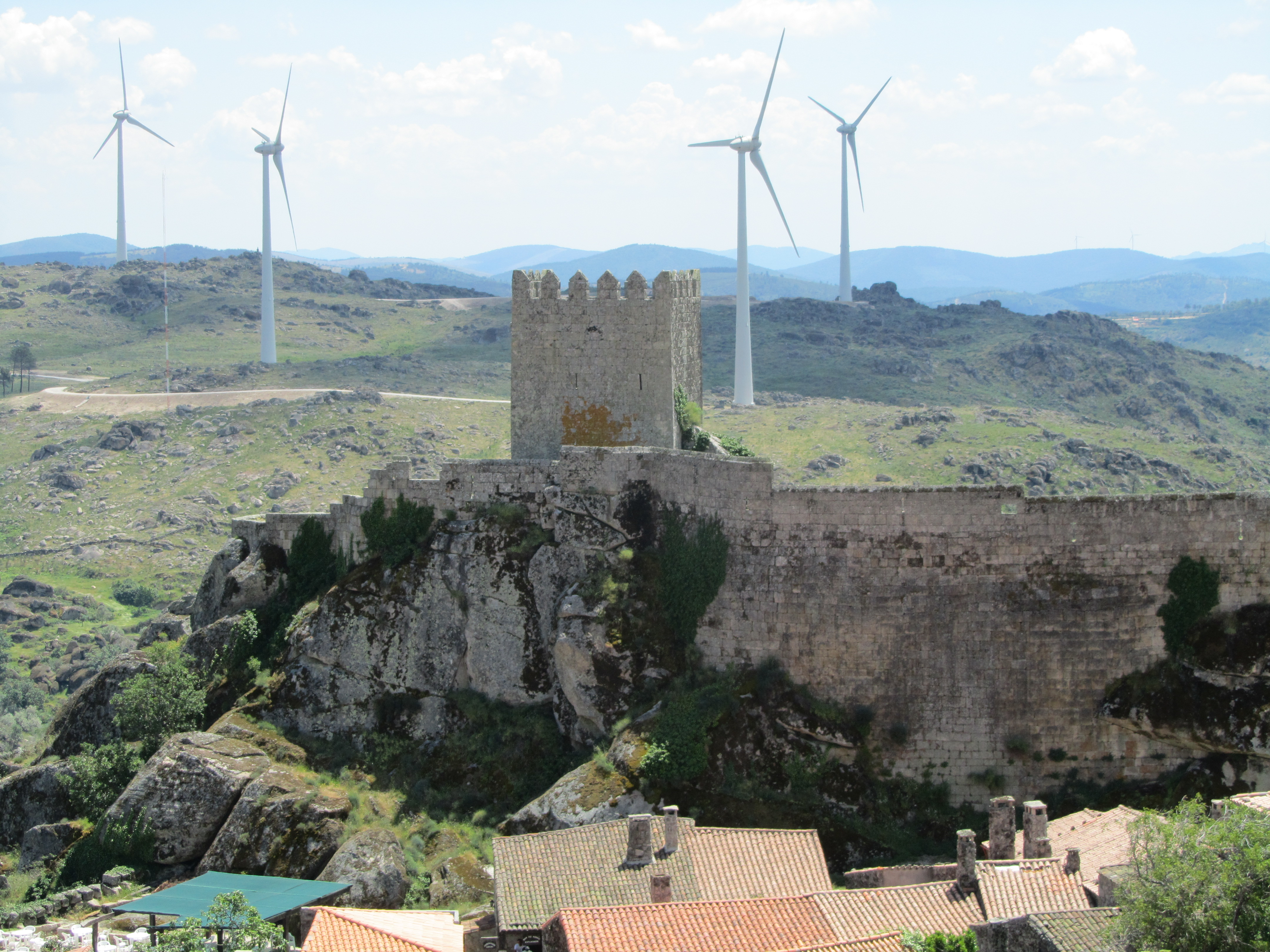
Conflito com a defesa do património: Sortelha, Portugal

Um aerogerador, turbina eólica ou sistema de geração eólica é um gerador elétrico integrado ao eixo de um cata-vento e que converte energia eólica em energia elétrica. É um equipamento que tem se popularizado rapidamente por ser uma fonte de energia renovável e não poluente.
Mas a geração de energia eólica é pequena em relação ao consumo mundial de eletricidade. Em 2020, em Portugal, representou 25% da produção.
O uso de aerogeradores apresenta alguns benefícios, mas também alguns impactos ambientais:

## Benefícios e impactos
Benefícios:
- Não emite de gases tóxicos, nem gases que contribuem para o efeito estufa.
- Não emite material particulado em suspensão.
- Não gera lixo radioativo.
- Não contamina a água.
- Diminui a queima de combustíveis fósseis.

Impactos:
- Colisões com aves, principalmente nos equipamentos de pequeno porte.
- Erosão pode ser causada, em solos arenosos, pela turbulência causada pelos aerogeradores.
- Nas proximidades dos parques eólicos é detectada poluição sonora, devido ao ruído produzido. Alguns também consideram a poluição visual;
- Consumo de água - para limpeza das pás, quando o local não tem chuva suficiente para realizar tal limpeza de modo natural.
- Ocupação de área para sua instalação.
  - Uma restrição técnica adicional é o fato de que os aerogeradores só podem ser instalados de forma rentável em áreas de vento constante.

## Composição básica de um Aerogerador
1. Fundação
2. Conexão com a rede elétrica
3. Torre
4. Escadaria de Acesso
5. Controle de orientação do vento
6. Nacela
7. Gerador
8. Anemômetro
9. Freio
10. Caixa de Câmbio
11. Pá rotatória
12. Controle de inclinação da pá
13. Cubo rotor

## Tipos de rotores
Existem dois tipos básicos de rotores eólicos: os de eixo vertical e os de eixo horizontal. Os rotores diferem em seu custo relativo de produção, eficiência, e na velocidade do vento em que têm sua maior eficiência.

### Rotores de eixo vertical
Os rotores de eixo vertical são geralmente mais caros que os de eixo horizontal, pois o gerador não gira seguindo a direção do vento, apenas o rotor gira enquanto o gerador fica fixo, mas seu desempenho é inferior.

### Rotores de eixo horizontal
Os rotores de eixo horizontal são os mais conhecidos e os mais utilizados pela sua maior eficiência, compensando o seu custo maior.
| Multipás | | tripá | |  |
| Os rotores Multipás são mais utilizados para bombeamento de água de poços artesianos, mas nada impede que sejam utilizados para geração de energia elétrica. Impulsionados tanto por força de arrasto como por força de sustentação, esses rotores têm seu pico de eficiência em ventos fracos, com uma eficiência de 30% | Os rotores Multipás são mais utilizados para bombeamento de água de poços artesianos, mas nada impede que sejam utilizados para geração de energia elétrica. Impulsionados tanto por força de arrasto como por força de sustentação, esses rotores têm seu pico de eficiência em ventos fracos, com uma eficiência de 30% | Os rotores tripás são os mais utilizados para geração de energia elétrica em larga escala são utilizadas como fonte de energia renovável, são impulsionados apenas pela força de sustentação. Apesar dos rotores com dois pás serem mais eficientes, são mais instáveis e propensos a turbulências, trazendo risco a sua estrutura, o que não acontece nos rotores de 3 pás que são muito mais estáveis, barateando seu custo e possibilitando a construção de aerogeradores de mais de 100 metros de altura e com capacidade de geração de energia que pode chegar a 69 MW (megawatts). Seu pico de geração de energia é atingido com ventos fortes e sua eficiência pode passar dos 45%. | Os rotores tripás são os mais utilizados para geração de energia elétrica em larga escala são utilizadas como fonte de energia renovável, são impulsionados apenas pela força de sustentação. Apesar dos rotores com dois pás serem mais eficientes, são mais instáveis e propensos a turbulências, trazendo risco a sua estrutura, o que não acontece nos rotores de 3 pás que são muito mais estáveis, barateando seu custo e possibilitando a construção de aerogeradores de mais de 100 metros de altura e com capacidade de geração de energia que pode chegar a 69 MW (megawatts). Seu pico de geração de energia é atingido com ventos fortes e sua eficiência pode passar dos 45%. |  |

## Aerogeradores de baixa tensão
Os aerogeradores de baixa tensão diferenciam-se dos aerogeradores de alta tensão principalmente por terem tamanho e peso reduzidos em relação a estes, que normalmente são instalados nos cumes das montanhas ou em grandes planícies. O peso médio de um aerogerador de baixa tensão é de 100 kg.
Este tipo de equipamento poderá ser definido como um aerogerador doméstico, pois a quase totalidade dos equipamentos é instalada em habitações ou micro-indústrias. Ter um aerogerador a produzir electricidade unicamente para as nossas instalações pode vir a ser uma realidade.

## Tipos de sistemas eólicos
- Sistemas isolados - São todos os sistemas que se encontram privados de energia eléctrica proveniente da rede pública. Estes sistemas armazenam a energia do aerogerador em baterias estacionárias, que permitem consumir energia nas temporadas em que não se verifique vento, evitando que a energia elétrica falhe quando o aerogerador para. Mas para se poder consumir a energia que o aerogerador produz tem-se que a alterar, pois as tensões produzidas não são compatíveis com os aparelhos domésticos ou industriais, visto que a corrente produzida é contínua e a corrente pretendida é alternada. Para isso é usado um inversor senoidal de corrente, que faz isso mesmo, transforma a corrente contínua em corrente alterna. Este aparelho designa-se por senoidal porque a energia consumida (na Europa) refere-se a 230 V 50 Hz (para baixa tensão) ou 400 V 50 Hz (para alta tensão). Estes 50 Hz, quando analisados no osciloscópio, revelam um gráfico com uma forma de seno. É esta a função de um inversor, converter para estes 50 Hz de forma a obtermos energia eléctrica igual à dos requisitos dos equipamentos.
- Sistemas híbridos - São todos os sistemas que produzem energia elétrica em simultâneo com outra fonte electroprodutora. Esta fonte poderá ser de origem fotovoltaica, de geradores elétricos de diesel/biodiesel, ou qualquer outra fonte eletroprodutora. Nestes sistemas temos o mesmo funcionamento que nos sistemas isolados, a única alteração é que o carregamento das baterias estacionárias é feito por mais do que um gerador.
- Sistemas de injecção na rede - São todos os sistemas que inserem a energia produzida por eles mesmos na rede elétrica pública. Neste caso, a maioria dos aerogeradores são os de alta tensão, só uma pequeníssima minoria da totalidade de aerogeradores instalados para este fim é deste tipo, pois a potência injectada na rede é muito menor que um aerogerador de alta tensão.

## Eficiência
A transformação de energia cinética dos ventos em energia elétrica gerada não ocorre de forma integral. Há perdas de energia nas seguintes categorias: mecânicas (relacionadas à questões aerodinâmicas) e eletromecânicas (relacionadas às transformações que ocorrem na turbina geradora).

### Lei de Betz[4]
Publicada pelo físico alemão Albert Betz, em 1919, essa lei determina que a fração máxima de energia que pode ser aproveitada em uma turbina eólica é de 16/27 (59,3%). Ou seja, mesmo que o sistema eletromecânico seja ideal, só é possível extrair no máximo cerca de 59,3% da energia cinética dos ventos.
Na forma matemática, temos:
{\displaystyle P={\frac {16}{27}}{\frac {\rho Av^{3}}{2}}}
Sendo:
P: potência útil da turbina
ρ: densidade da massa do ar que entra na turbina
A: área varrida pela turbina
v: velocidade do vento que chega na turbina

## Outras tecnologias

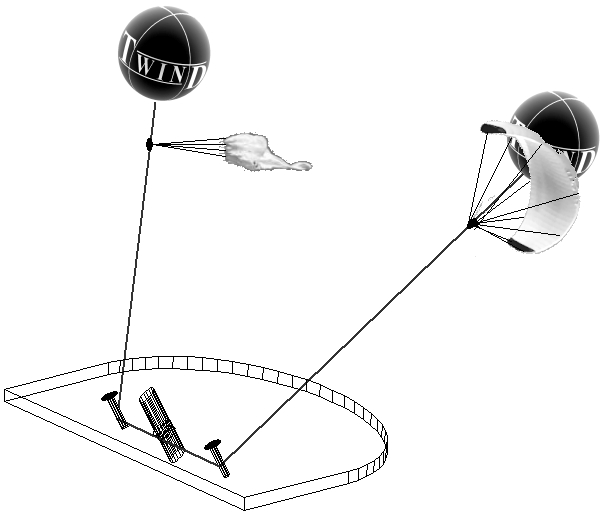

Uma recente abordagem, ainda em desenvolvimento para a exploração da energia eólica, propõe uma forma inovadora de aproveitar a energia do vento a grandes altitudes.
Este sistema adota um par de bolas aereostatici que se movem horizontalmente a uma altitude de 800 metros. Os cabos transmitem movimento rotativo para uma plataforma em terra. Cada bola tem uma vela colegata. As duas bolas se deslocam alternadamente, com a bola vela chama mais aberta com a bola vela fechada e, portanto, a situação se inverte. O movimento do cabo vem utilizado para ligar um gerador para produzir electricidade.

## Avanços tecnológicos

### Vestas V164
Em janeiro de 2014, foi apresentada a Vestas V164, uma turbina eólica de três lâminas, produzida pela Vestas, capaz de produzir 216.000 kWh num dia. A primeira unidade protótipo foi instalada no norte da Dinamarca, em Janeiro de 2014, e as primeiras unidades industriais começaram no verão de 2016 a ser instaladas ao largo da costa do Reino Unido.
A turbina tem 220 metros de altura e rasga o vento com as suas lâminas de 80 metros de comprimento 4,6 metros de diâmetro e 38 toneladas de peso.

### Siemens Gamesa
Em outubro de 2022, um protótipo de turbina eólica offshore da Siemens Gamesa bateu o recorde mundial de maior produção de energia por uma única turbina em 24 horas ao produzir 359 megawatts-hora (MWh).
A turbina em questão foi uma SG 14-222 com pás de 108 metros.

### Vestas V236-15.0 MW
Em Outubro de 2022, a Vestas apresentou um protótipo com pás de 115,5 metros. Será colocada numa torre com 280 metros produzindo 80 GWh/ano. Uma única unidade é capaz de produzir eletricidade para 20,000 habitações.

## Recordes
Em setembro de 2023, durante o tufão Haikui, uma turbina eólica offshore em Fujian, China alcançou um recorde mundial de geração de energia num único dia, produzindo 384 100 kWh, sendo suficiente para abastecer quase 170 mil residências.